# یو کوبوکی
یو کوبوکی (انگلیسی: Yu Kuboki؛ زادهٔ ۲۸ ژوئیهٔ ۱۹۸۹) بازیکن فوتبال اهل ژاپن است.
از باشگاه‌هایی که در آن بازی کرده‌است می‌توان به باشگاه فوتبال توکیو وردی اشاره کرد.